# 紫口海兔螺
紫口海兔螺（学名：Ovula costellata），是中腹足目海兔螺科海兔螺属的一种。主要分布于越南、印度尼西亚、台湾，常栖息在浅海。